# دانشگاه کویت
دانشگاه کویت (عربی: جامعة الكويت) در اکتبر سال ۱۹۶۶ تأسیس شد. این دانشگاه به‌طور رسمی در تاریخ ۲۷ نوامبر سال ۱۹۶۶ افتتاح شد و شامل دانشکده علوم، کالج هنر، کالج آموزش و پرورش و دانشکده برای زنان بود. این دانشگاه اولین مؤسسه دولتی آموزش عالی و تحقیقات است.